# José Altafini
José João Altafini (Piracicaba, 24 augustus 1938) is een voormalig Braziliaans-Italiaans voetballer. Hij speelde in zijn carrière voor Palmeiras, AC Milan, Napoli en Juventus en is de nummer vier op de topscorerslijst aller tijden van de Serie A, samen met Giuseppe Meazza. In Brazilië staat hij bekend onder de bijnaam Mazzola.

## Clubs
Voordat hij voor de rest van zijn carrière in Italië terechtkwam, speelde Altafini in zijn geboorteland voor Palmeiras. Bij deze club maakte hij indruk, door 85 keer te scoren in 114 duels. Hij wekte de interesse van AC Milan en op 21 september 1958 maakte hij voor deze club zijn debuut in de Serie A. Tijdens zijn eerste seizoen in Italië werd hij meteen kampioen en maakte hij 28 doelpunten. In 1962 werd Milan weer kampioen en Altafini werd topscorer van de Serie A. Een jaar later, in 1963, won AC Milan de Europacup I, onder andere door twee goals van Altafini.
Na zeven jaar Milan vertrok de spits in 1965 naar Napoli. Met deze club won hij geen prijzen, tijdens zijn laatste jaar verloor hij de bekerfinale van zijn vorige club AC Milan.
Met zijn volgende club Juventus had hij weer meer succes. Hij verloor nogmaals een bekerfinale, maar werd wel twee keer kampioen van Italië (1973 en 1975).
In 1976 verliet hij Italië en speelde hij nog een paar jaar in Zwitserland. Op 42-jarige leeftijd stopte hij met voetballen en ging hij voor een Italiaanse televisiezender werken.

## Nationaal elftal
Altafini speelde voor twee verschillende landen: Brazilië en Italië. Met zijn geboorteland deed hij mee aan het WK 1958 en dit toernooi won hij ook, hoewel hij niet veel wedstrijden speelde. Met Italië nam hij deel aan het WK 1962.

## Erelijst
AC Milan
- Serie A: 1958/59, 1961/62
- Europacup I: 1962/63

 Juventus
- Serie A: 1972/73, 1974/75

 Napoli
- Coppa delle Alpi: 1966

 Brazilië
- FIFA WK: 1958

Individueel
- Coppa Italia – Topscorer: 1960/61
- Serie A – Topscorer: 1961/62
- Europacup I – Topscorer: 1962/63
- AC Milan Hall of Fame
- Golden Foot: 2019, als voetballegende